# Andreas Nölke
Andreas Nölke (* 30. Juni 1963 in Strang) ist ein deutscher Politikwissenschaftler und Professor an der Johann Wolfgang Goethe-Universität Frankfurt am Main. Sein Arbeitsschwerpunkte sind die Internationalen Beziehungen und die Internationale Politische Ökonomie.

## Werdegang
Nölke studierte von 1983 bis 1988 an der Universität Konstanz Verwaltungswissenschaft und arbeitete danach ein Jahr in einem Projekt der Deutschen Gesellschaft für Technische Zusammenarbeit (GTZ) in Malaysia. Anschließend ging er als wissenschaftlicher Mitarbeiter an der Universität Konstanz zurück, wo er 1993 promoviert wurde.
Nach Beratertätigkeiten für die GTZ, die Europäische Kommission und die Weltbank war Nölke von  1996 bis 2001 wissenschaftlicher Assistent an der Universität Leipzig. Dort habilitierte er sich mit einer Arbeit über transnationale Politiknetzwerke. Es folgten Dozententätigkeiten an der Rutgers University, der Universität Utrecht und der Vrije Universiteit Amsterdam. Seit 2007 ist er Professor an der Universität Frankfurt.
Nölke gehört zu den Mitherausgebern des Magazins Makroskop. Er gehört zu den Unterstützern der u. a. von Sahra Wagenknecht initiierten Sammlungsbewegung Aufstehen. Daneben ist er häufig Studiogast beim Bonner Fernsehsender Phoenix und tritt dort als Experte auf.

## Schriften (Auswahl)

### Monographien
- Second Image IPE. Bridging the Gap Between Comparative and International Political Economy. Palgrave Macmillan 2023.
- Post-Corona Capitalism. The Alternatives Ahead. Bristol University Press, Bristol 2022, ISBN 978-1529219432.
- Exportismus. Die deutsche Droge. Westend, Frankfurt am Main 2021, ISBN 978-3-86489-310-0.
- Linkspopulär. Vorwärts handeln, statt rückwärts denken. Westend, Frankfurt am Main 2017, ISBN 978-3-86489-216-5.
- Geberkoordination für die Länder Afrikas südlich der Sahara. Analyse eines interorganisatorischen Netzwerkes zwischen bi- und multilateralen Entwicklungshilfeagenturen. Nomos, Baden-Baden 1995, ISBN 978-3-7890-3738-2 (zugleich Dissertationsschrift, Universität Konstanz 1993).

### Herausgeberschaften
- Die großen Schwellenländer. Ursachen und Folgen ihres Aufstiegs in der Weltwirtschaft. Springer VS, Wiesbaden 2014, ISBN 978-3-658-02536-6.
- mit Ian Bruff, Matthias Ebenau, Christian May: Vergleichende Kapitalismusforschung: Stand, Perspektiven, Kritik. Westfälisches Dampfboot, Münster 2013, ISBN 978-3-89691-928-1 Volltext als pdf.
- Internationale Zivilgesellschaft. Leipziger Universitäts-Verlag, Leipzig 1997, ISBN 978-3-931922-87-0.